# Base de la Fuerza Aérea Dover
Base de la Fuerza Aérea Dover es un lugar designado por el censo ubicado en el condado de Kent en el estado estadounidense de Delaware. En el año 2000 tenía una población de 3,394 habitantes y una densidad poblacional de 1,955.9 personas por km².

## Demografía
Según la Oficina del Censo en 2000 los ingresos medios por hogar en la base aérea eran de $34,318, y los ingresos medios por familia eran $34,659. Los hombres tenían unos ingresos medios de $26,322 frente a los $20,444 para las mujeres. La renta per cápita para la localidad era de $12,119. Alrededor del 4.2% de la población estaban por debajo del umbral de pobreza.

## Localidades adyacentes
Diagrama de las localidades a un radio de 16 km a la redonda de Base de la Fuerza Aérea Dover.